# Powiat Debrecen
Powiat Debrecen (węg. Debreceni járás) – jeden z dziewięciu powiatów komitatu Hajdú-Bihar na Węgrzech. Siedzibą władz jest miasto Debreczyn.

## Miejscowości powiatu Debrecen
- Bocskaikert
- Debreczyn